# Chimarrogale hantu
Chimarrogale hantu је сисар из реда Soricomorpha и фамилије Soricidae.

## Угроженост
Ова врста је на нижем степену опасности од изумирања, и сматра се скоро угроженим таксоном.

## Распрострањење
Врста има станиште у Малезији и Тајланду (непотврђено).

## Станиште
Станишта врсте су шуме, мочварна и плавна подручја, речни екосистеми и слатководна подручја.